# Rosatti y Cristóforo Industrias Metalúrgicas
Rosatti y Cristóforo Industrias Metalúrgicas SA, kurz RYCSA, war ein argentinischer Hersteller von Automobilen.

## Unternehmensgeschichte
Santo Rosatti und Francisco Cristoforo gründeten das Unternehmen. Als Standort werden Ciudadela, Buenos Aires und Córdoba genannt. Fabriken gab es in San Nicolás, Arrecifes und Quilmes. Sie stellten Kräne, Kesseln, Werkzeugmaschinen und Metallkonstruktionen her. Mitte der 1950er Jahre begann die Produktion von Automobilen. Der Markenname lautete RYCSA, laut einigen Quellen auch Gilda für ein Modell. Spätestens 1960 endete die Produktion. Das Unternehmen geriet 1977 in finanzielle Schwierigkeiten und wurde 1978 nach dem Tod von Rosatti aufgelöst.

## Fahrzeuge
Das Modell Mitzi bzw. Mitzi B 40 war ein Kleinstwagen nach einer Lizenz von Siata. Ein luftgekühlter Zweizylinder-Viertaktmotor mit 62 mm Bohrung, 72 mm Hub, 434 cm³ Hubraum und 12 PS Leistung war im Heck montiert und trieb die Hinterräder an. Das Fahrzeug hatte einen Radstand von 170 cm und eine Spurweite von 115 cm. Das Leergewicht war mit 419 kg angegeben. Die Karosserie mit Rolldach bot Platz für drei Personen.
Der Gilda war ein Fahrzeug der Mittelklasse. Ein wassergekühlter V4-Motor mit 82,6 mm Bohrung, 84 mm Hub und 1798 cm³ Hubraum leistete 55 PS. Der Radstand maß 268 cm und die Spurweite 140 cm. Das Fahrzeug wog 1200 kg.
Auf gleicher Basis gab es auch den Pick-up Gauchito. Sein Motor leistete nur 50 PS. Er hatte eine Nutzlast von 680 kg.